# Glasögonbjörn
Glasögonbjörnen (Tremarctos ornatus) är den enda björnart som lever i Sydamerika.

## Kännetecken
Glasögonbjörnens päls är huvudsakligen svart eller mörkbrun. På varje sida av ansiktet finns en vit remsa som går från pannan över öronen till kinden och därifrån till strupen. En annan remsa går från pannan till näsan. På så sätt finns vita markeringar som liknar glasögon runt bägge ögon. Dessa mönster varierar mellan de olika individerna och det förekommer glasögonbjörnar som saknar dessa mönster helt. Allmänt har de en kroppsbyggnad som är typisk för björnar. Svansen är bara en liten omkring 7 cm lång stump.
Vid alla extremiteter finns fem tår som är utrustade med klor. Liksom andra björnar är denna art en hälgångare.
En vuxen hane blir 130 till 180 centimeter lång (sällan upp till 210 cm) och har en mankhöjd mellan 70 och 90 centimeter. Hanen väger allmänt 130 kilogram, men kan väga upp till 200 kilogram. Honorna väger allmänt 35-65 kilogram. Denna könsdimorfism är tydligare utpräglad än hos andra arter i familjen.

## Utbredning
Djurets utbredningsområde ligger i Anderna och angränsande bergsregioner. Glasögonbjörn förekommer i Colombia, västra Venezuela, Ecuador, Peru och Bolivia. Enligt obekräftade uppgifter iakttogs den även i Panama och norra Argentina. Glasögonbjörnen föredrar blöta skogar mellan 1 900 och 2 300 meter över havet (maximalt 4 200 meters höjd) men den förekommer även i andra habitat som ökenartiga kustlinjer och höga grässlätter eller buskland.

## Levnadssätt
Glasögonbjörnar är aktiva under gryningen eller natten. De sover på dagen gömda bland trädens rötter eller i naturliga grottor. De anses vara mycket skickliga på att klättra i träd och letar oftast sin föda i just träd. Där skrapar de på platåer av döda grenar för att nå svårtillgängliga frukter. I motsats till andra björnar håller de ingen vinterdvala. Glasögonbjörn lever ensam utanför parningstiden, men det finns inga avgränsade revir.

## Föda
Dessa djur är allätare men deras huvudsakliga föda är växter. De äter till exempel frukter (främst av ananasväxter och kaktusväxter), kvistar, nya växtskott och liknande. Kött av bland annat gnagare, fåglar och insekter utgör bara 5 till 10 procent av födan. Ofta påstås att de även jagar större djur som oxdjur, lama och hjortdjur men det finns inga vetenskapliga bevis som styrker detta.

## Fortplantning

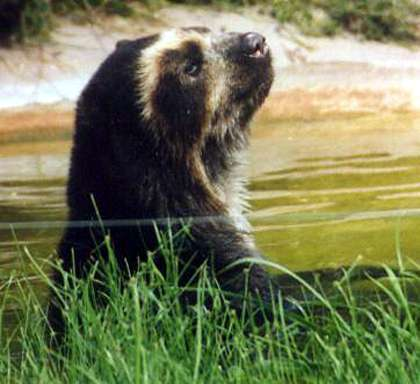
Glasögonbjörnens huvud

Under parningstiden, som vanligtvis varar i en vecka, förekommer glasögonbjörnar i par. Under denna tid kopulerar hane och hona flera gånger och sedan skiljas de åt. Parningstiden ligger mellan april och juni, men det är inte känt hur länge dräktigheten varar på grund av att ägget vilar en tid efter befruktningen. Ungarna föds mellan november och februari. En kull omfattar mellan ett och tre ungdjur. Som hos alla björnar är ungarna små och väger vid födelsen bara 300 till 360 gram. Individer i fångenskap blev upp till 38 år gamla.

## Glasögonbjörnar och människor
Denna björnart betraktas som särskilt skygg. Angrepp mot människor sker ytterst sällan och i dessa fall beror incidenten huvudsakligen på att en människa inte hade tillräckligt avstånd till en hona med ungar.
Endast i sällsynta fall jagar glasögonbjörn tama djur. Människan själv jagar glasögonbjörn för köttets och pälsens skull och dessutom anses vissa kroppsdelar ha läkande egenskaper. Ofta påstås det att djuret jagar tamboskap eller förstör majsodlingar och björnen dödas därför av bönder. Ett annat hot mot glasögonbjörnen är landskapets omvandling till jordbruksmark, samhällen och trafikanläggningar.IUCN listar arten, på grund av dessa faror, som sårbar (vulnerable).

## Glasögonbjörnen i populärkultur
Björnen Paddington skall föreställa en glasögonbjörn från mörkaste Peru.